# شريان وجهي
شريان وجهي ينشأ من شريان سباتي ظاهر. ويتفرع إلى الشريان الحنكي الصاعد.